# Mission de retour d'échantillons martiens
Cet article concerne les projets et finalités des missions de retour d'échantillons de sol martien. Pour la mission développée conjointement par la NASA et l'Agence spatiale européenne dont Mars 2020 est la première étape, voir Mars Sample Return (NASA/ESA).
Une mission de retour d'échantillons martiens  est une mission spatiale qui a pour objectif la collecte d'échantillons de sol martien et leur retour sur Terre à des fins d'analyse. Ce type de mission est classé en tête des priorités de l'exploration du Système solaire par les scientifiques depuis une trentaine d'années. Seuls des échantillons du sol de Mars, soigneusement sélectionnés sur place pour leur intérêt potentiel en disposant du contexte géologique, permettront une fois ramenés sur Terre, d'effectuer des analyses poussées grâce aux équipements lourds qui n'existent que sur notre planète et ainsi de fournir des informations permettant de retracer l'histoire de Mars et de déterminer si la vie a existé et sous quelle forme.
Ce type de mission peine cependant à se concrétiser du fait de son coût (10 milliards US$ selon certaines estimations), des défis techniques qu'il soulève (fusée martienne, rendez-vous orbital sans intervention humaine) et des risques d'échec élevés. Plusieurs scénarios ont fait l'objet d'études plus ou moins poussées à partir des années 1980, mais aucune ne parvint à déboucher sur une réalisation. En 2009, un projet conjoint de la NASA et de l'Agence spatiale européenne (ESA), nécessitant le développement de trois missions distinctes, est élaboré pour ramener 500 grammes d'échantillons martiens sur Terre. Mais ce programme est suspendu à la suite d'arbitrages budgétaires effectués par l'agence spatiale américaine.
La mission de retour d'échantillons redevient d'actualité avec la décision de la NASA, annoncée fin 2012, de développer Mars 2020 : cet astromobile posé en février 2021 sur le sol martien est chargé d'effectuer la première étape de la mission de retour d'échantillons : doté d'instruments permettant d'analyser la géologie de son site d'atterrissage soigneusement sélectionné, il doit extraire une quarantaine de carottes du sol et constituer un dépôt qu'une mission suivante sera chargée de ramener sur Terre. Au cours des années suivantes, la NASA mène des études pour affiner les étapes suivantes. Courant 2020, la récupération de ces échantillons, qui doit se dérouler entre 2026 et 2031, entre dans une phase d'étude avancée au sein de la NASA avec une participation importante de l'Agence spatiale européenne. Un budget est prévu pour poursuivre les travaux dans les deux agences spatiales. Le scénario du projet américano-européen Mars Sample Return prévoit le lancement quasi simultané de deux missions en 2026 : un engin spatial sous maîtrise d’œuvre de la NASA, SRL (Sample Retrieval Lander), doit déposer sur le sol martien à la fois un astromobile chargé d'aller rechercher les échantillons collectés par Mars 2020 et une petite fusée qui doit les ramener en orbite dans un container. Un deuxième engin spatial sous maîtrise d’œuvre de l'Agence spatiale européenne, ERO (Earth Return Orbiter), se place en orbite autour de Mars, réalise en 2028 un rendez-vous avec la fusée ramenant le conteneur en orbite, puis revient vers la Terre et largue une capsule avec conteneur lors du survol de celle-ci en 2031. Après un atterrissage en douceur, les échantillons sont analysés dans un laboratoire spécialement conçu pour éviter tout risque de contamination.
La Chine a décidé en 2021 de développer également une mission de retour d'échantillons martiens qui serait lancée vers 2028 avec un retour des échantillons sur Terre prévu en 2030.

## Enjeux scientifiques

### Apport d'une mission de retour d'échantillons
Une mission qui réaliserait le retour d'échantillons du sol martien sur Terre présente de nombreux avantages par rapport aux missions scientifiques utilisant des robots équipés de mini-laboratoires embarqués comme Mars Science Laboratory :
- faute de pouvoir miniaturiser les instruments les plus puissants (microscope électronique, etc.), ceux-ci ne sont disponibles que sur Terre ;
- certaines manipulations ne peuvent être automatisées ;
- le retour d'échantillons sur Terre permet de recommencer les analyses au fur et à mesure des progrès des outils d'investigation.

Les progrès dans l'étude de la planète Mars sont désormais conditionnés par une mission de retour sur Terre d'échantillons du sol martien. Aussi le rapport Planetary Science Decadal Survey rédigé en 2011 par la commission chargée d'établir les plans à long terme de la recherche spatiale planétaire, donne la priorité la plus forte à ce type de mission.

### Objectifs détaillés
Le rapport du groupe de travail international réuni en août 2018 à l'initiative du IMEWG (Mars Exploration Working Group) a défini de la manière suivante les objectifs d'une mission de retour d'échantillons : 
- Interpréter les processus géologiques et l'histoire qui ont abouti aux formations géologiques de Mars avec une emphase sur le rôle de l'eau :
  - Caractériser les variations d'une séquence stratigraphique de roches sédimentaires martiennes
  - Comprendre un ancien système hydrothermal par l'étude des produits de la minéralisation et les apparences morphologiques.
  - Comprendre les roches et minéraux issus de réservoirs d'eau souterrains profonds.
  - Comprendre les interactions entre l'eau, les roches et l'atmosphère qui se produisent en surface et comment ces processus ont évolué dans le temps.
  - Déterminer la pétrogenèse des roches ignées martiennes d'un point de vue à la fois temporel et spatial.
- Identifier et interpréter l'éventuelle histoire biologique de Mars, notamment en identifiant la présence de la vie dans les échantillons de sol ramenés sur Terre :
  - Analyser et caractériser les molécules comprenant du carbone dont éventuellement le produit d'une chimie pré-biotique et organique.
  - Rechercher la présence de signatures biologiques produits par d'anciens organismes vivants dans des environnements à la fois propices à l'apparition de la vie et ayant préservé ces indices.
  - Estimer la possibilité qu'une forme de vie détectée soit encore présente ou l'ait été il y a peu.
- Déterminer la chronologie de l'évolution de Mars : 
  - Reconstituer l'histoire de Mars en tant que planète, déterminer les processus ayant affecté ses origines et les modifications de la croûte, du manteau et du noyau.
  - Déterminer et mesurer les dangers potentiels de l'environnement martien pour les futures missions d'exploration humaine et pour la biosphère terrestre.
  - Evaluer la nature et la distribution des ressources qui pourraient être exploitées par les futures missions spatiales.

## Contraintes techniques et financières

### Le scénario «tout en un»
Les premiers scénarios de retour d'échantillons martiens étudiés sont simples. Ils sont une copie du scénario suivi par la sonde spatiale soviétique Luna 16 pour ramener un échantillon de sol lunaire.
- L'ensemble des opérations est mené par un engin unique qui ne nécessite qu'un seul lancement.
- Arrivé à proximité de Mars, l'engin spatial effectue une rentrée atmosphérique directe sans se placer en orbite, puis se pose sur Mars. L'atterrisseur comprend un système permettant de recueillir un échantillon du sol à proximité immédiate du site où s'est posée la sonde spatiale (l'atterrisseur n'est pas mobile) et une fusée pour le trajet du retour.
- L'échantillon de sol est prélevé et stocké dans un conteneur situé au sommet de la fusée
- Lorsque les positions de la Terre et de Mars permettent le transit entre les deux planètes, soit un an et demi après l'atterrissage, la fusée décolle, s'arrache à l'attraction martienne, puis utilise sa propulsion pour se diriger vers la Terre.
- Arrivée à proximité de la Terre, la sonde spatiale libère une petite capsule qui contient le conteneur à échantillons et dont le rôle est de permettre à celui-ci de survivre au pic de chaleur tout en effectuant un atterrissage en douceur et de précision.

Mais Mars présente de grandes différences avec la Lune : elle est plus éloignée et nécessite donc plus de carburant à l'aller comme au retour, sa gravité est deux fois plus importante, ce qui pénalise fortement le retour en orbite martienne et la durée de la mission s'étale obligatoirement sur deux ans, du fait de l'éloignement de Mars et de la Terre qui ne permet d'aller de l'une à l'autre que tous les deux ans.
| Etape                                   | Lune                         | Mars                                                               | Impact                                                                                               |
| --------------------------------------- | ---------------------------- | ------------------------------------------------------------------ | --- |
| Lancement vers Lune/Mars                | Delta-V : 11 km/s            | Delta-V : 13 à 18 km/s                                             | Puissance du lanceur terrestre                                                                       |
| Atterrissage                            | Delta-V : 1,6 km/s           | Recours au freinage atmosphérique Delta-V : quelques centaines m/s | Pour Mars contrainte de masse à l'atterrissage (< ~ 1 tonne)                                         |
| Mise en orbite                          | Delta-V : 1,6 km/s           | Delta-V : 4,2 km/s                                                 | Puissance du lanceur utilisée pour le retour                                                         |
| Insertion sur une trajectoire de retour | Delta-V : 0,7 km/s           | Delta-V : 2,3 km/s                                                 | Quantité d'ergols nécessaire                                                                         |
| Rentrée atmosphérique                   | vitesse de rentrée : 11 km/s | vitesse de rentrée : 12 km/s                                       | Épaisseur (masse) du bouclier thermique                                                              |
| Durée de la mission                     | quelques semaines            | ≥ 2 ans                                                            | Résistance (longévité) des équipements, du lanceur utilisé pour le retour, source d'énergie sur Mars |

#### Contraintes sur la masse à l'atterrissage sur Mars
La présence d'une atmosphère autour de Mars permet d'utiliser les forces de traînée pour faire chuter la vitesse d'arrivée. Mais la densité très faible de l'atmosphère de Mars (1 % de celle de la Terre) la place [?], pour le scénario de descente. Les contraintes techniques actuelles limitent à une tonne la masse qui peut être posée sur Mars.

### Les scénarios impliquant plusieurs missions
Le scénario de la mission unique, retenu lors des premières études, se heurte d'une part aux contraintes de masse des engins envoyés vers Mars par les lanceurs les plus puissants et d'autre part à la masse maximale qui peut être posée sur Mars avec les techniques maîtrisées (environ 1 tonne au maximum). Aussi les missions récentes étudiées par la NASA impliquent le lancement de trois sondes spatiales distinctes : 
- un rover qui est déposé sur le sol martien et qui est chargé d'identifier les échantillons de sol intéressants, de les prélever et de les conditionner.
- un engin qui transporte à la fois un rover et une fusée. Le rover va rechercher les échantillons préparés par la mission précédente, puis les transporte jusqu'à la fusée qui décolle et se place sur une orbite basse autour de la planète.
- un engin de type orbiteur qui vient se placer sur une orbite basse martienne, puis réalise un rendez-vous avec la fusée remontant depuis la surface de Mars. Le conteneur contenant les échantillons de sol est transféré dans l'orbiteur, puis celui-ci quitte l'orbite martienne et entame son retour sur Terre. Lors du survol de celle-ci, une capsule contenant les échantillons est larguée. Elle pénètre dans l'atmosphère terrestre et atterrit en douceur dans une région désertique.

### Coût
Le scénario de la NASA élaboré en 2009 (développé plus loin), comportant trois lancements, est évalué à environ 6,5 milliards de dollars américains, soit plus de trois fois le coût d'une mission flagship comme MSL :
- 2,2  milliards de dollars américains pour le rover Perseverance (Mars 2020) chargé d'identifier les zones géologiques intéressantes, d'effectuer les carottages et de conditionner les échantillons (ce coût a été réévalué à 2,7 milliards US$ en 2020).
- 1,4 milliard de dollars pour l'orbiteur chargé de récupérer le conteneur à échantillons, puis de le convoyer jusqu'à la Terre.
- 2,4 milliards de dollars  pour l'ensemble déposé sur le sol martien, comprenant un rover chargé de récupérer le conteneur à échantillons, le mini-lanceur chargé de la placer en orbite martienne et l'équipement permettant les opérations de lancement.
- 0,5 milliard de dollars  pour le laboratoire à haute sécurité créé sur Terre, dans lequel seront entreposés et étudiés les échantillons.

## Les projets avortés

### Premiers projets: suite du programme soviétique Mars
Les Soviétiques envisagent dès les années 1970 des missions de retour d'échantillons martiens. Mais elles se heurtent à de trop nombreux obstacles et ne se concrétisent pas. La première version, les missions Mars 4NM et 5NM, très lourdes, nécessitent le lanceur super lourd N-1 qui n'a jamais volé avec succès et est annulé en 1974.
La seconde déclinaison soviétique est la mission Mars 5M qui doit utiliser le lanceur Proton, moins puissant. Elle nécessite alors l'amarrage automatique de plusieurs composants. Cependant, les problèmes rencontrés par le système d'amarrage automatique Igla à cette époque font douter de la fiabilité de la mission et la mission est finalement annulée.

### Premiers projets américains: suite du programme Viking
Depuis les années 1980 plusieurs projets sont étudiés, principalement aux États-Unis, dont le but est de ramener des échantillons de sol martien sur Terre. Toutes les études butent sur des problématiques de coût et de faisabilité technique. Elles permettent toutefois de définir et affiner un scénario réaliste et adoptent finalement un découpage en trois missions.
En 1976, la NASA parvient pour la première fois à poser deux engins sur Mars dans le cadre du programme Viking. Ces deux missions sont des succès et l'agence spatiale américaine étudie la suite à donner à son programme d'exploration de la planète Mars. Plusieurs types de mission sont envisagés dont in fine une mission permettant de ramener sur Terre un échantillon de sol martien en se limitant si nécessaire à quelques grammes. Deux scénarios sont étudiés. Le premier utilise un seul engin spatial, mais impose du coup de poser une masse cinq fois supérieure à celle des atterrisseurs Viking. Dans le deuxième scénario, l'engin posé sur Mars achève sa mission une fois qu'il a ramené l'échantillon en orbite martienne, ce qui permet de limiter sa masse. Un deuxième engin spatial lancé par la suite ou simultanément effectue un rendez-vous autour de Mars avec le premier engin pour récupérer l'échantillon, puis se charge du retour sur Terre. Mais aucun des projets martiens ne se concrétise, car la NASA réduit fortement son budget d'exploration du Système solaire pour concentrer ses fonds sur le développement de la navette spatiale américaine en difficulté. Par ailleurs, les résultats des missions Viking qui n'ont pas permis de démontrer l'existence d'une vie martienne, entraînent une désaffection du grand public pour Mars, privant la NASA du soutien politique nécessaire pour poursuivre.

### Projet MRSR
Le centre JPL au début des années 1980 envisage deux missions d'exploration martienne : un astromobile et une mission de retour d'échantillons. Mais le coût de la mission la moins chère (l'astromobile) est évalué à 1,5 milliard de dollars américains. Après une période de vaches maigres, l'exploration du Système solaire à la NASA retrouve un budget au milieu des années 1980 qui se traduit par le développement de l'orbiteur martien Mars Observer. Le centre JPL décide d'étudier une mission qui prendrait sa suite en combinant l'exploration par un rover de la surface de Mars et le retour d'un échantillon sur Terre. Comme tous les engins spatiaux de l'époque, MRSR (Mars Rover and Sample Return), qui doit être lancé en 2001, doit être mis sur orbite par la navette spatiale américaine, ce qui impose l'addition d'un étage Centaur-G dans la soute pour l'envoi vers Mars depuis l'orbite terrestre basse. Mais, compte tenu des capacités de la navette, cela limite la masse de la sonde spatiale à 7,8 tonnes alors que la masse est évaluée 12,75 tonnes. À la suite de l'explosion de la navette Challenger en 1986, qui se traduit par l'arrêt au développement de l'étage Centaur G jugé trop dangereux, ce scénario est modifié. Désormais, la navette spatiale ne transporte plus que l'atterrisseur/astromobile et l'orbiteur chargé d'assurer le retour d'échantillons depuis l'orbite basse de Mars. Un lanceur Titan IV doit lancer le lanceur martien chargé de placer en orbite les échantillons depuis le sol martien et un deuxième lanceur Titan doit fournir l'étage propulsif qui doit amener l'astromobile et orbiteur vers Mars. Il est prévu que cet ensemble se mette en orbite sans utiliser d'ergols par aérofreinage.

### Le projet de 2009: MAX-C et programme ExoMars

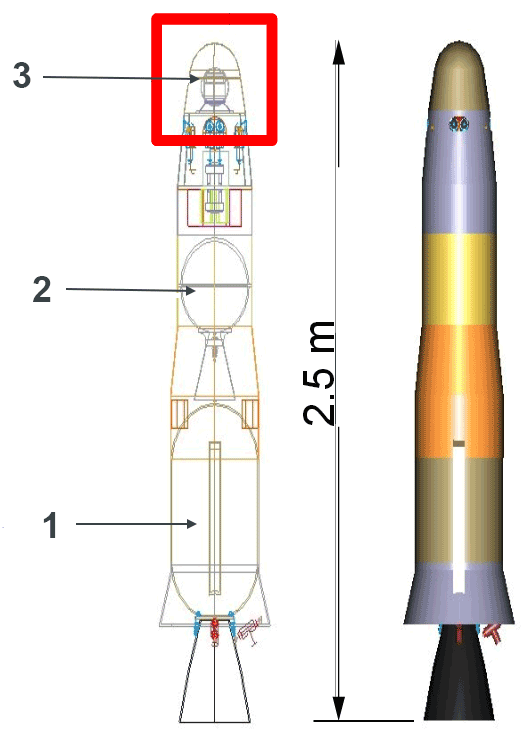
La fusée chargée de placer le conteneur à échantillon en orbite martienne comprend deux étages à propergol solide (1 et 2) et sa charge utile est constituée par le conteneur à échantillons (3).

Le projet est initié en 2009 dans la continuité du programme Mars Science Laboratory. La NASA prévoit alors de développer le rover MAX-C chargé de collecter des échantillons du sol et planifie une deuxième phase non financée pour la récupération. En 2010, pour faire face à des problèmes budgétaires, la NASA décide de fusionner son projet de rover avec celui de l'Agence spatiale européenne développé dans le cadre du programme ExoMars.

#### Scénario
La mission Mars sample return étudiée par la NASA a fait l'objet de nombreuses versions dont la plus aboutie impliquant l'Agence spatiale européenne a été annulée en 2012 à l'initiative de l'agence américaine. Le scénario de cette mission prévoyait trois lancements distincts :  
- un premier lanceur envoie vers la planète Mars un rover mi-lourd (la moitié de la taille de Curiosity), baptisé Mars Astrobiology Explorer-Cacher (ou MAX-C), chargé d'identifier les roches intéressantes sur le plan scientifique, de collecter les échantillons et de les conditionner pour préparer leur récupération ;
- une deuxième fusée lourde de la classe Ariane V/Atlas V 550 lance un orbiteur martien (3 tonnes dont 2 tonnes d'ergols) qui doit prendre en charge le trajet de retour de la capsule contenant les échantillons entre l'orbite martienne et l'orbite terrestre. Pour économiser une partie de la masse consacrée aux ergols, celui-ci se place en orbite autour de Mars en utilisant la technique de l'aérofreinage ;
- un troisième lanceur lourd lance un engin spatial qui doit se poser sur le sol martien et dont la charge utile comprend :
  - un rover de petite taille (150 kg) chargé d'aller récupérer les échantillons du rover collecteur (MAX-C) et pouvant franchir la distance liée à l'imprécision de l'atterrissage. La distance maximale qu'il doit être capable de franchir est d'environ 20 km (aller-retour). Il dispose d'une année terrestre pour effectuer ce périple,
  - un mini-lanceur à deux étages à propergol solide (300 kg) capable de rejoindre l'orbite basse martienne avec le conteneur d'échantillons en charge utile dont la masse est estimée à 5 kg. Ce lanceur est stocké dans une coque qui doit maintenir sa température dans une fourchette réduite et qui doit lui permettre de séjourner un an à la surface. Ses deux étages sont stabilisés 3 axes par des propulseurs monoergol. Le lanceur haut de 2,5 mètres doit placer le conteneur sur une orbite basse elliptique de 500 x 100 km,
  - un bras chargé de placer le conteneur au sommet du lanceur,
  - une plateforme de lancement (550 kg avec le bras) ;
- le mini-lanceur rejoint l'orbite basse et l'orbiteur réalise un rendez-vous automatique sur les derniers mètres avec le conteneur à l'aide d'un détecteur optique et en se guidant grâce à un transpondeur implanté dans le conteneur. Le système de récupération a la forme d'un panier de basket dans lequel vient s'insérer le conteneur. Ce dernier est ensuite transféré dans la capsule de retour d'échantillons solidaire de l'orbiteur ;
- l'orbiteur utilise sa propulsion pour se placer sur une trajectoire de retour vers la Terre ;
- la capsule contenant les échantillons est larguée à proximité de la Terre, effectue une rentrée atmosphérique et se pose sur le sol à grande vitesse sans parachute.

Après leur arrivée sur Terre, les échantillons sont entreposés dans un laboratoire de type P4 (niveau de sécurité cinq correspondant à une sécurité maximale). Les échantillons sont subdivisés en deux sous-ensembles dont l'un est stocké pour une période de 20 ou 30 ans, pour pouvoir profiter des progrès réalisés à cette échéance dans les techniques d'analyse. Les échantillons étudiés après leur arrivée sont analysés par l'intermédiaire de robots dans un environnement reproduisant les conditions martiennes.

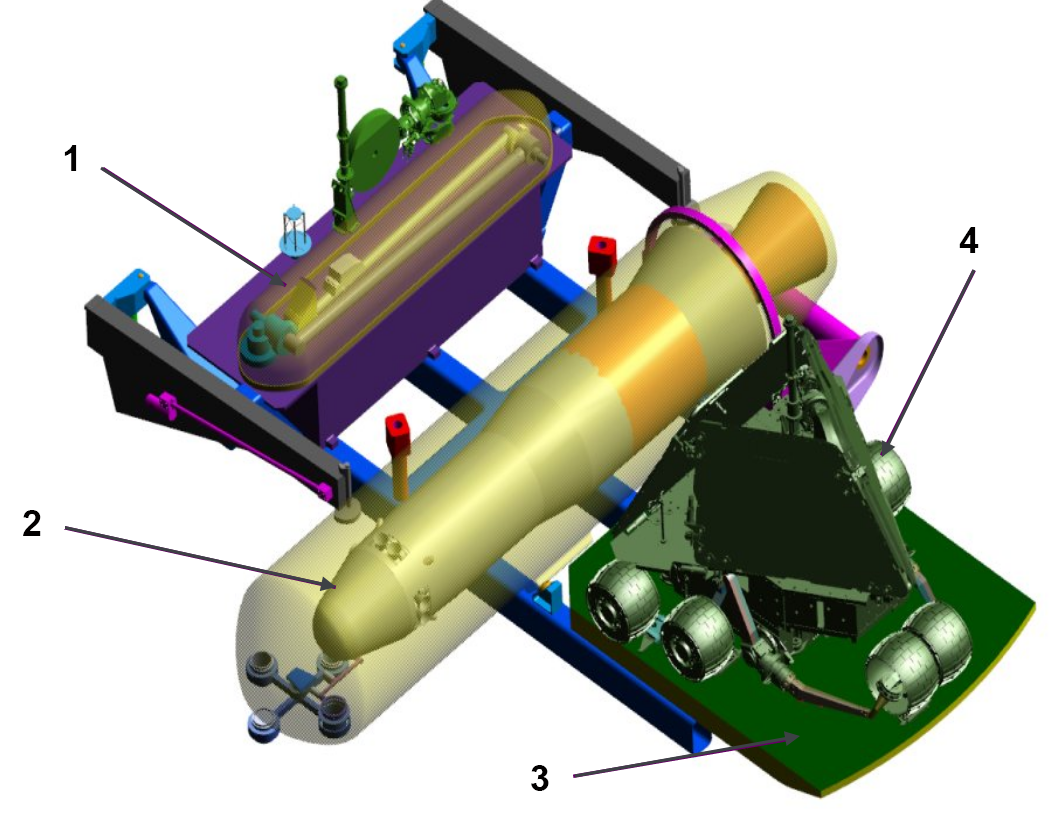
Mission Mars sample return : le deuxième engin dépose sur Mars le rover chargé de ramener le conteneur à échantillons (4), la fusée (2) qui doit remonter celui-ci en orbite martienne, une plateforme de lancement (3) et un bras articulé (1) chargé de placer le conteneur sous la coiffe du lanceur.
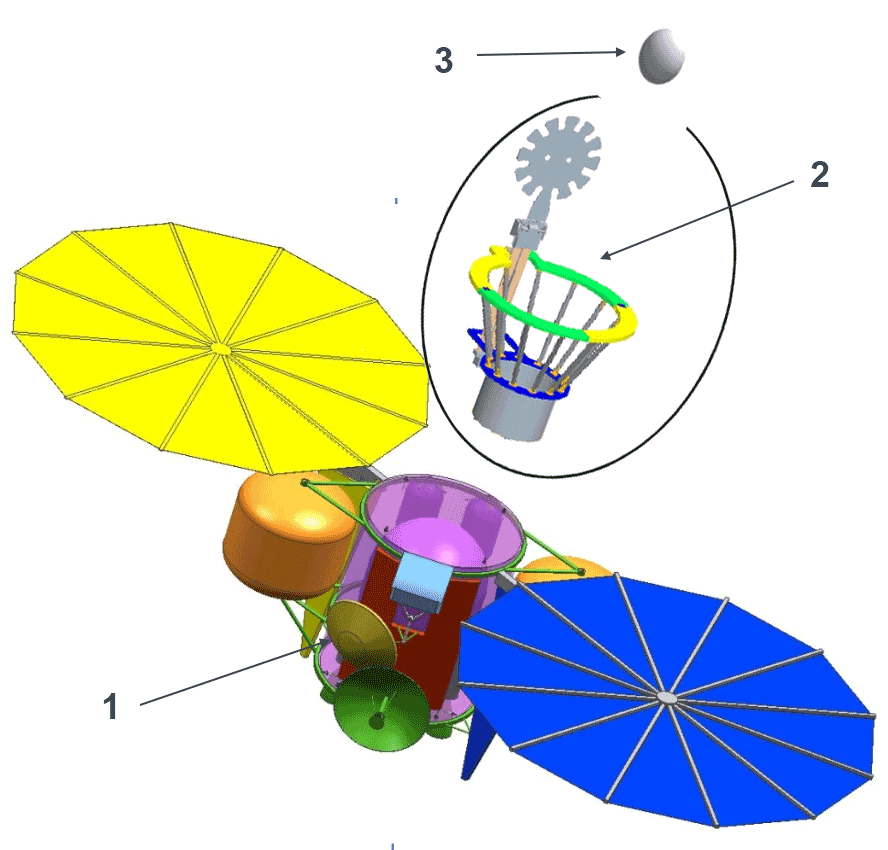
Mission Mars sample return : l'orbiteur martien avec la capsule de retour sur Terre (1) et le système de récupération (2) du conteneur à échantillons (3).
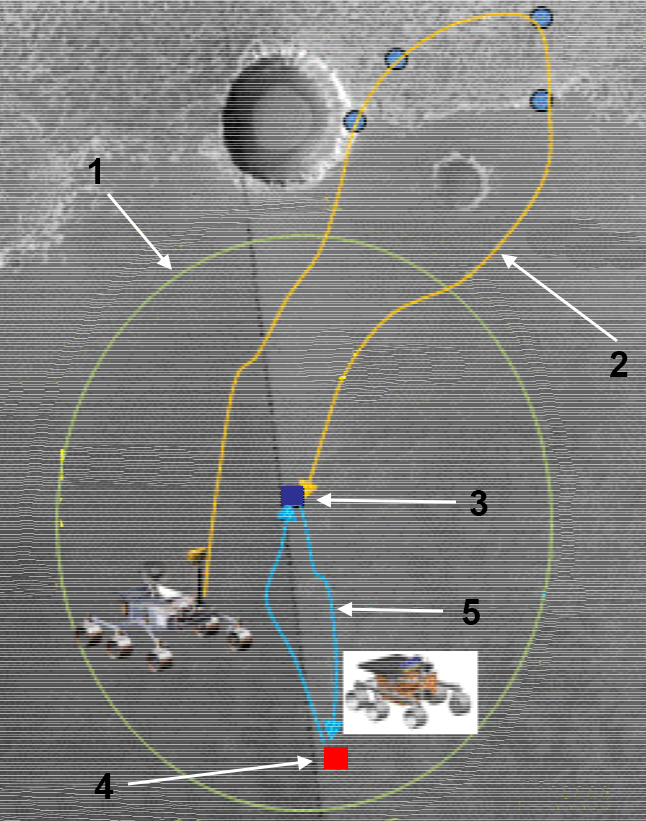
Mission Mars sample return : scénario de récupération du conteneur à échantillons. Compte tenu de la précision de l'atterrissage définie par l'ellipse (1) centrée sur le rover (2) ayant identifié et conditionné les échantillons (MAX-C, Mars 2020), le rover amené par le dernier lancement doit faire l'aller retour (5) entre le site d'atterrissage  (4) et le premier rover.

#### Abandon du projet de 2009
En 2011 la NASA, pour des raisons budgétaires, décide d'annuler le projet de collecte d'échantillons MAX-C. En 2012 l'agence spatiale américaine abandonne sa participation au programme ExoMars européen de l'Agence spatiale européenne, un événement qui est vécu comme un traumatisme par la communauté scientifique (l'Agence spatiale européenne se tournera vers la Russie pour la suite du programme ExoMars). La mission de retour d'échantillons martiens est repoussée à une date non définie.

Illustration du scénario de 2009
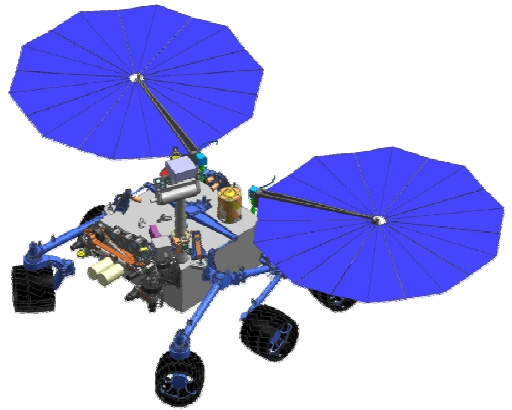
L'astromobile MAX-C  chargé de prélever les échantillons de sol.
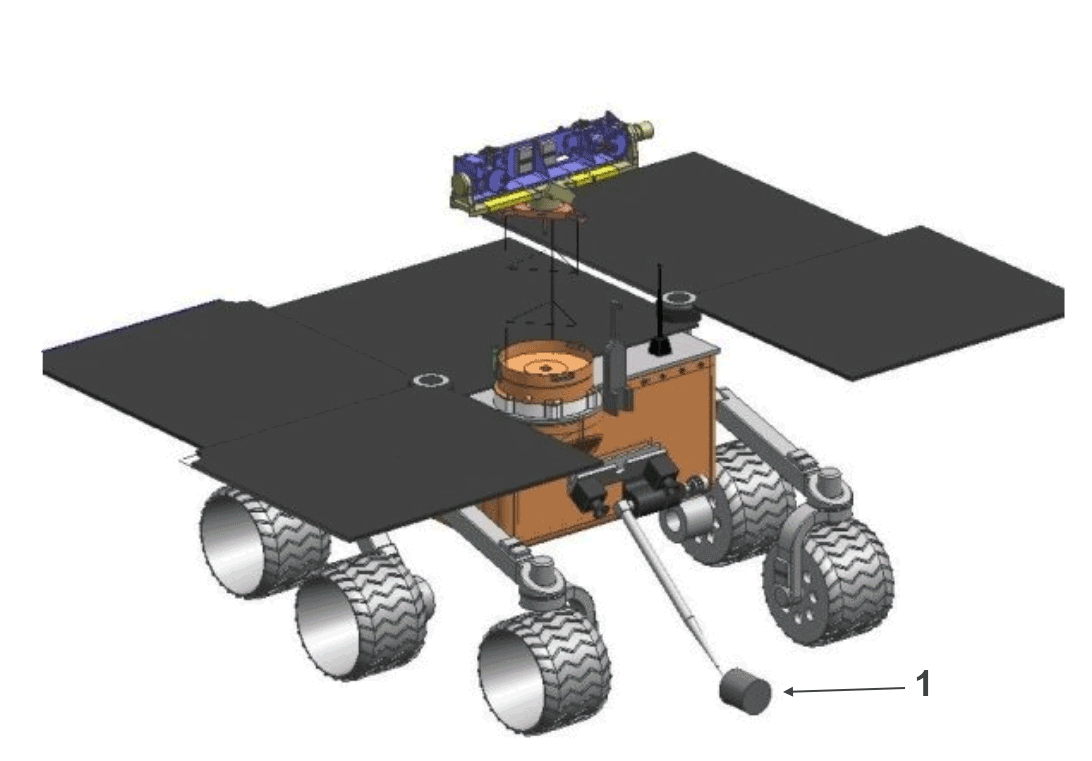
L'astromobile chargé de véhiculer les échantillons de MAX-C jusqu'au lanceur.
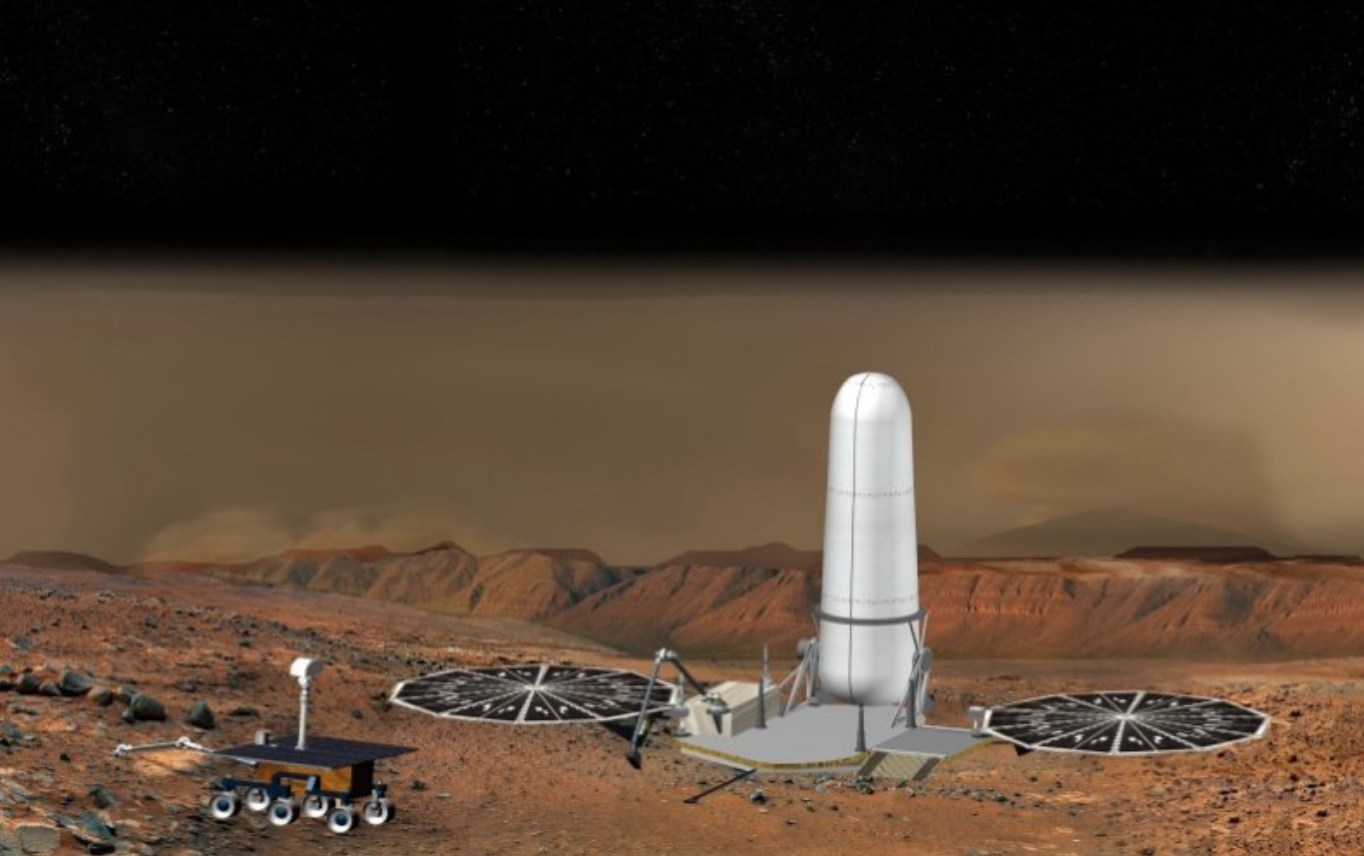
La fusée chargée de ramener le conteneur à échantillons prête à être lancée.
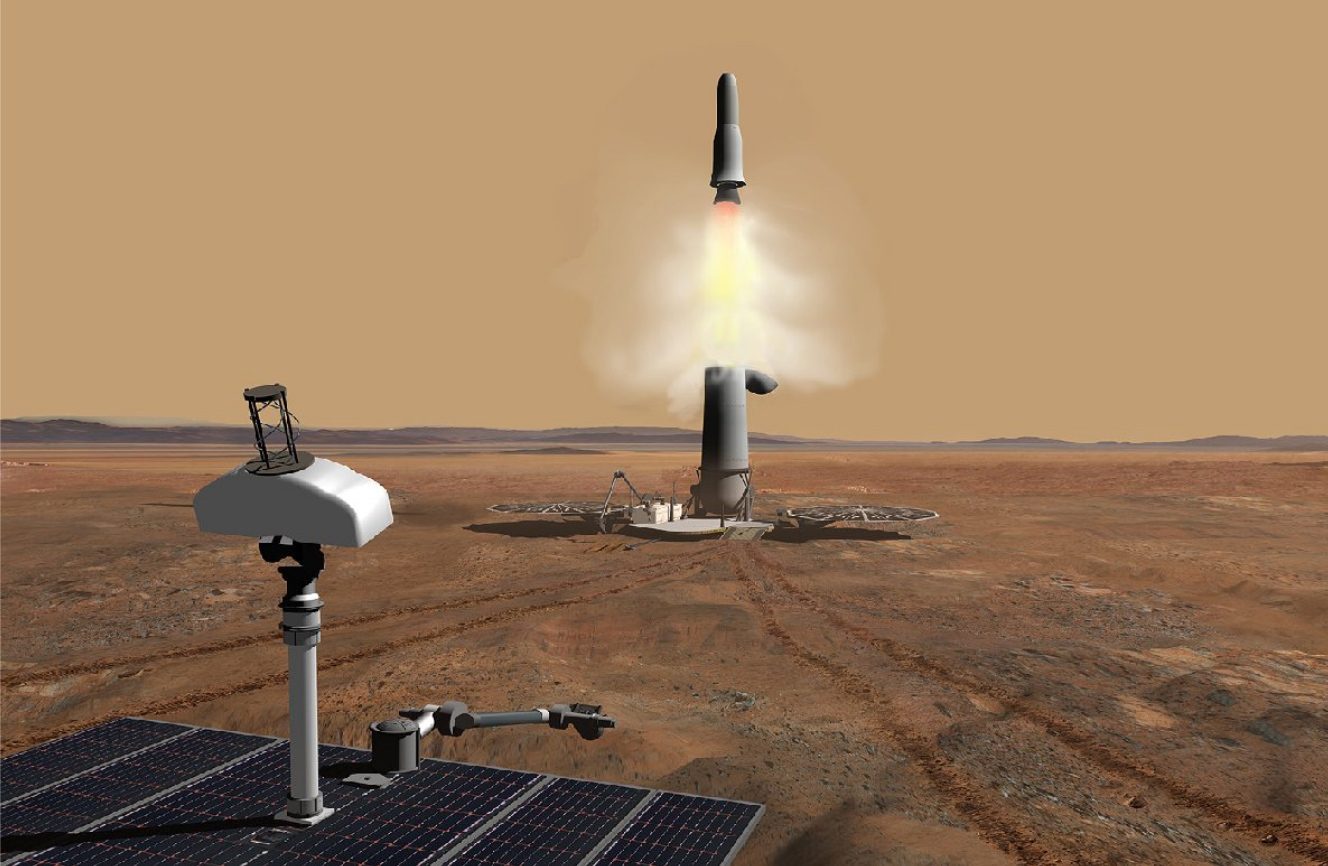
Décollage de la fusée emportant le conteneur d'échantillons.

## Le projet de la NASA et de l'ESA de la décennie 2020

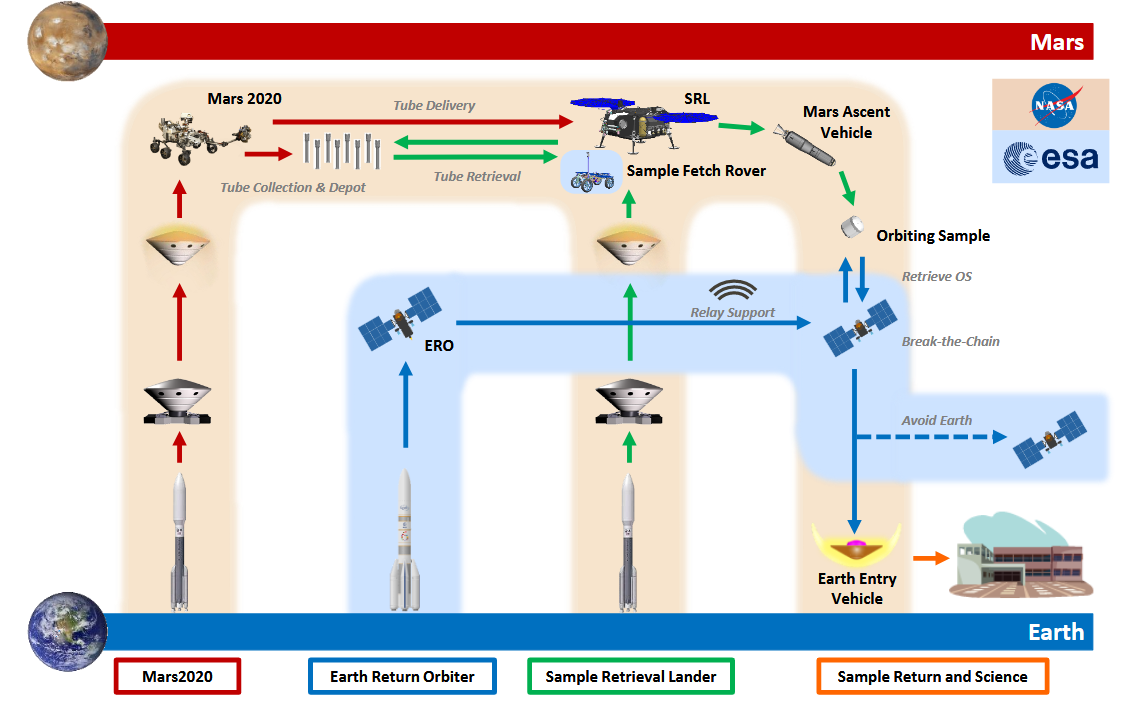
Déroulement du scénario de retour d'échantillons 26-26-31

Le projet Mars Sample Return (MSR) développé par la NASA en coopération avec l'Agence spatiale européenne est le premier à avoir reçu un début d'implémentation avec le développement de la mission Mars 2020 et la programmation de deux autres missions qui devraient être lancées en 2026.

### Lancement
À la suite du bon déroulement de la mission du rover Curiosity (Mars Science Laboratory), qui  atterrit sur le sol martien fin 2012, l'agence spatiale américaine, la NASA, décide de développer une deuxième mission permettant de capitaliser sur les développements effectués. La mission Mars 2020, qui doit être lancée par la NASA au cours de l'été 2020, doit collecter des échantillons de sol et les stocker dans le but de leur retour sur Terre. Mars 2020 constitue donc la première étape du projet de retour d'échantillons martiens.

### La première étape: la mission Mars 2020
La sonde spatiale Mars 2020 emporte un astromobile (rover), baptisé Perseverance, développé par le centre JPL associé à l'agence spatiale américaine, aux caractéristiques proches du rover Curiosity de la sonde Mars Science Laboratory, mais dont le principal objectif est l'identification, la collecte d'échantillons du sol martien et la constitution d'un ou plusieurs dépôts de ces échantillons stockés dans des tubes hermétiques. Mars 2020 doit atterrir début 2021 dans le cratère Jezero. Ce site, emplacement d'un ancien lac permanent qui conserve les traces de plusieurs deltas de rivière, a été retenu parce qu'il a pu constituer un lieu favorable à l'apparition de la vie et parce qu'il présente une grande diversité géologique.

### Suite de la mission Mars 2020
Selon le scénario en vigueur en avril 2020, deux  sondes spatiales développées respectivement par la NASA et l'Agence spatiale européenne doivent être lancées en 2026 dans le but de récupérer les échantillons de sol déposés sur Mars par l'astromobile Perseverance et les ramener sur Terre en 2031. En 2018 la phase de  spécifications des deux missions démarre à l'Agence spatiale européenne et à la NASA. Elles sont en partie confiées à Airbus Defence and Space. Des fonds sont débloqués pour réaliser ces travaux, mais les deux agences n'ont pas le budget pour les implémenter.
Les deux missions chargées de la suite du programme sont, d'une part, SRL qui doit aller chercher les échantillons sur le sol martien (rover SFR) et les ramener sur une orbite martienne (fusée MAV) et, d'autre part, l'orbiteur martien ERO qui doit assurer le support des opérations au sol (télécommunications) depuis l'orbite martienne, récupérer le container contenant les échantillons à la suite d'un rendez-vous en orbite martienne, puis revenir sur Terre et larguer dans l'atmosphère terrestre la capsule contenant le container. Cette dernière doit se poser en douceur sur un site terrestre sélectionné. La planification du projet constitue un des aspects les plus complexes de ces deux missions : 
- SRL doit éviter l'hiver martien et la saison des tempêtes de poussière, car la sonde spatiale une fois sur le sol tire son énergie de panneaux solaires.
- L'atterrissage de SRL doit s'effectuer au moment le plus favorable, c'est-à-dire lorsque la densité de l'atmosphère de Mars est la plus élevée. Cela permet de maximiser la masse déposée sur le sol martien.
- ERO est conçu pour servir de relais à l'ensemble des engins déposés sur le sol martien participant à la récupération des échantillons de sol : Mars 2020, SRL, SFR, MAV.
- SRL et ERO doivent pouvoir être lancés par des fusées existantes et les transits des sondes spatiales doivent pouvoir être effectués selon le planning proposé.

L'ensemble de ces contraintes aboutit à une campagne 26-26-31, ces trois chiffres correspondant respectivement aux dates de lancement des deux engins (2026) et à l'année de l'arrivée de la capsule d'échantillons sur Terre (2031).

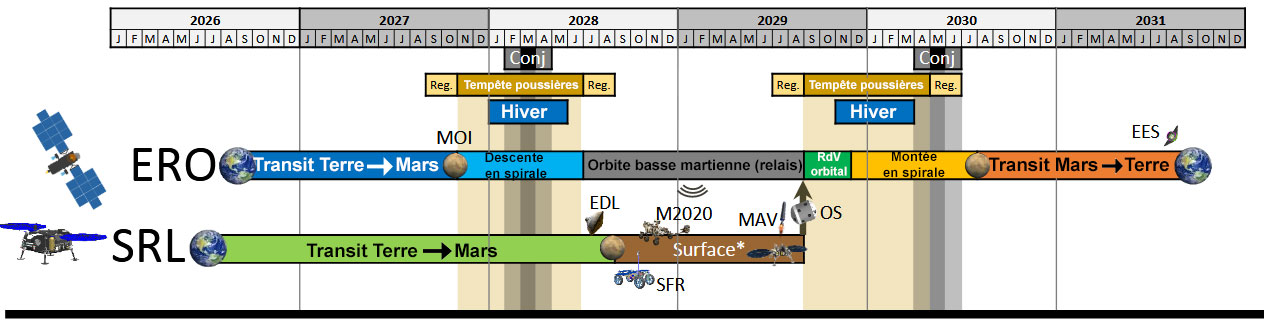
Proposition de planning de la mission 26-26-31.

Prélèvement des échantillons de sol par l'astromobile de Mars 2020
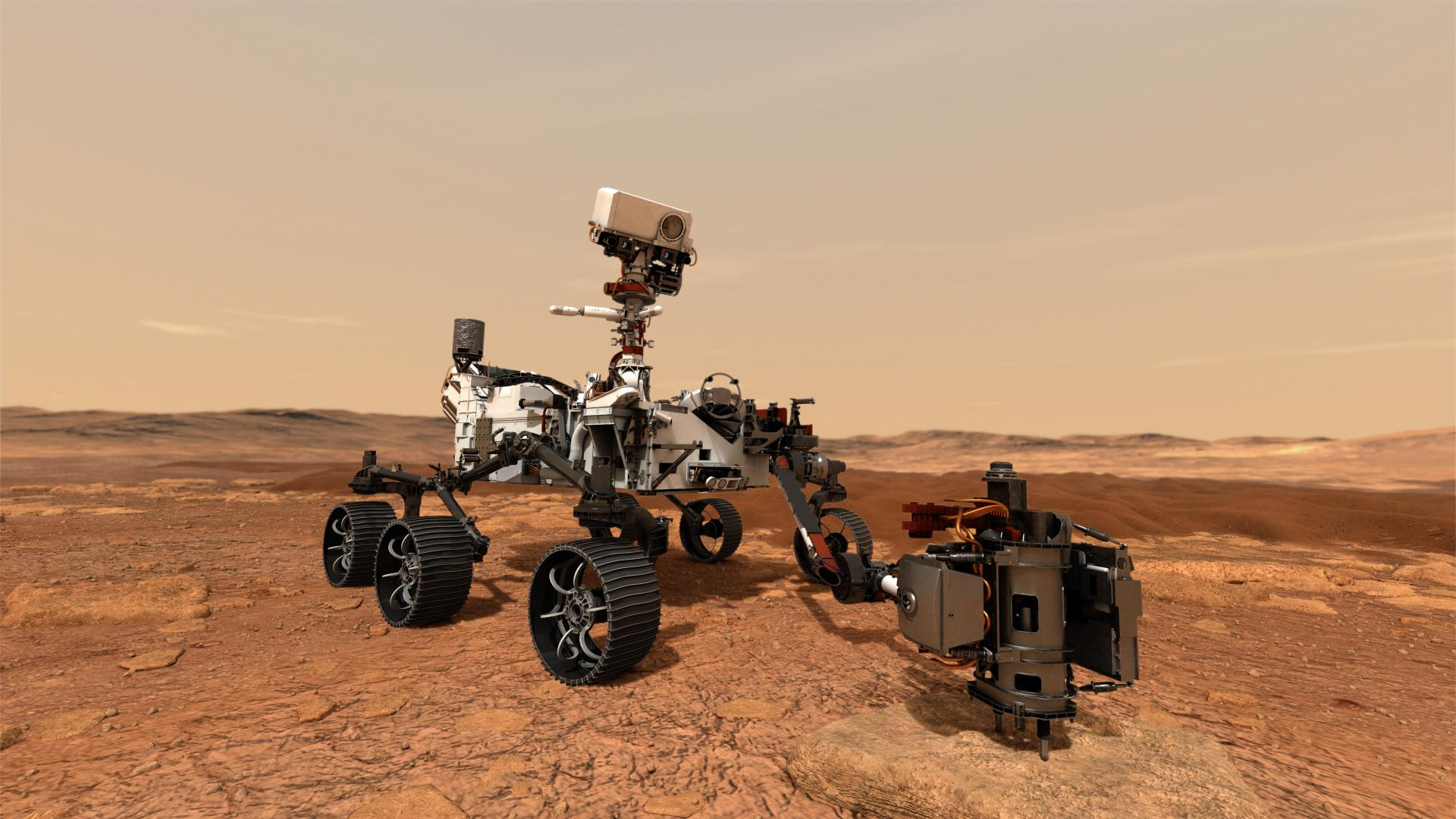
Prélèvement d'un échantillon de sol martien par l'astromobile de Mars 2020.
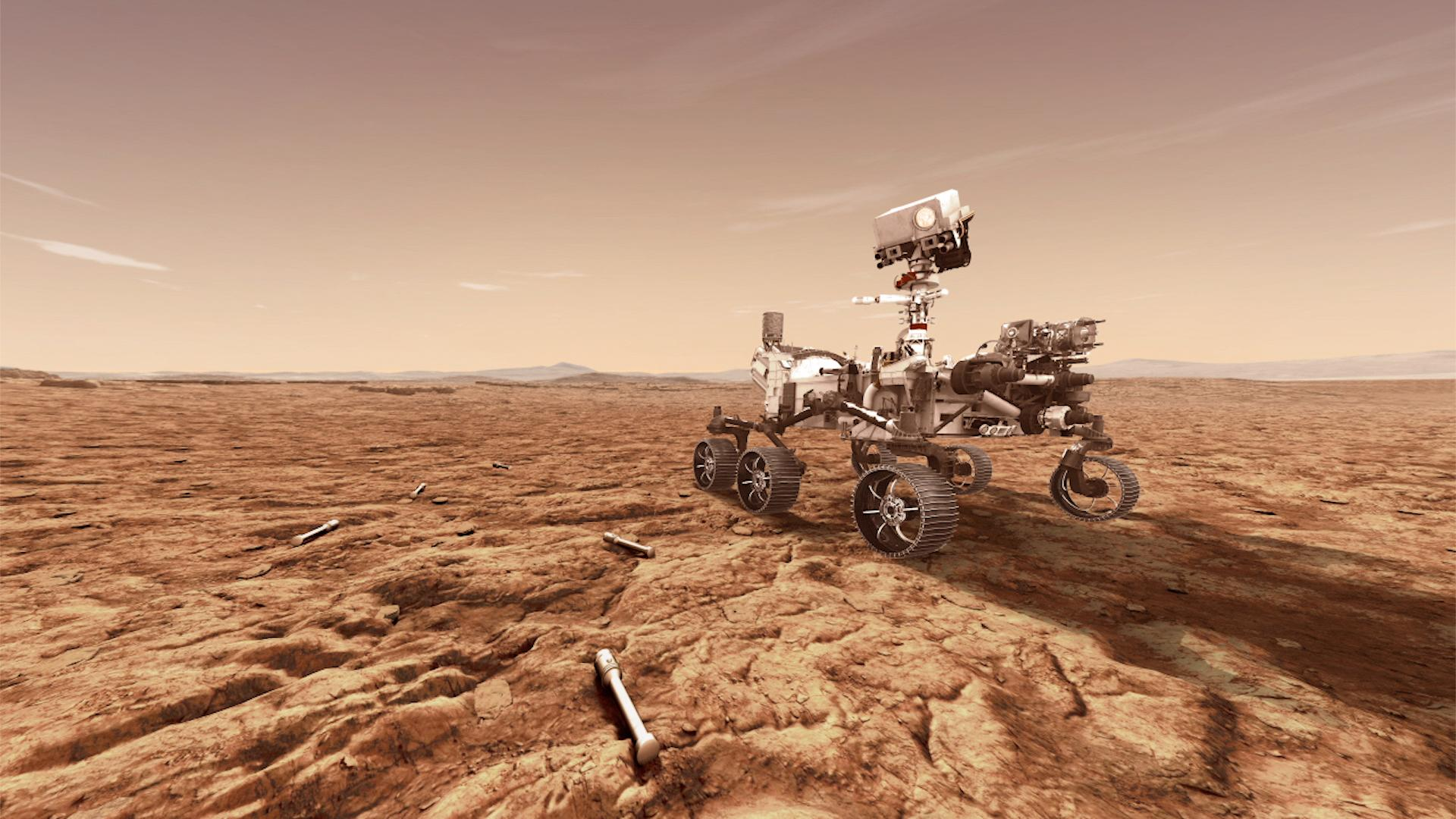
Dépôt des tubes contenant les échantillons de sol martien.

#### MissionSample Retrieval Lander(SRL)
La mission Sample Retrieval Lander (SRL) repose sur un engin spatial qui doit se poser sur Mars et dont l'objectif final est de ramener sur l'orbite martienne un container des échantillons de sol. Pour remplir cet objectif la sonde spatiale transporte, d'une part, un petit rover baptisé SFR (Sample Fetch Rover) qui va chercher les tubes contenant les échantillons de sol là où ils ont été déposés par l'astromobile de Mars 2020 et, d'autre part, une fusée MAV (Mars Ascent Vehicle) à propergol solide qui doit ramener les échantillons sur une orbite basse martienne. Le déroulement de cette mission est le suivant  : 
- La sonde spatiale est lancée durant l'été 2026 et s'insère en orbite martienne deux ans plus tard (été 2028).
- SRL pénètre directement dans l'atmosphère martienne à son arrivée (sans insertion en orbite) et se pose avec une très grande précision (20 mètres) non loin d'un des dépôts des échantillons de sol martien.
- Le rover SFR se rend sur le ou les sites des dépôts et récupère les tubes un à un. Il revient ensuite près du site d'atterrissage.
- Les tubes sont transférés par un bras solidaire de l'atterrisseur dans le container situé au sommet du petit lanceur MAV.
- L'astromobile Perseverance de la mission Mars 2020, s'il a conservé certains échantillons de sol (les derniers collectés), pourra également les amener sur le site d'atterrissage pour qu'ils soient transférés dans le container.
- Le container est scellé, le lanceur est mis en température, ses instruments de navigation sont étalonnés et les communications sont vérifiées. Une fois ces opérations effectuées, le MAV décolle du sol martien pour réaliser un rendez-vous avec la sonde spatiale de la mission ERO qui se trouve en orbite basse martienne et qui est chargée de ramener les échantillons sur Terre.
- L'ensemble de la campagne au sol a duré un an (août 2028 - août 2029).

Récupération des échantillons
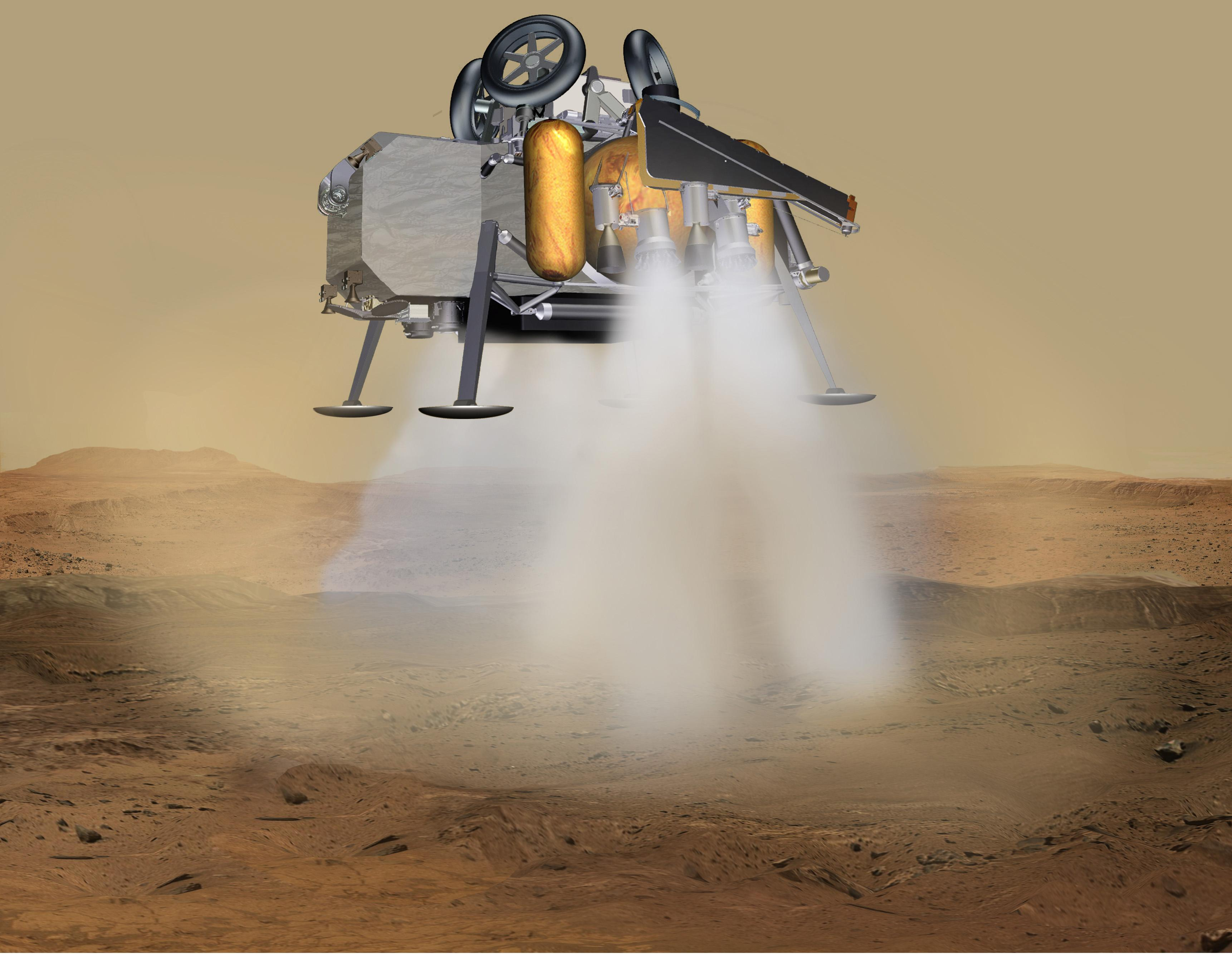
L'atterrisseur SRL se pose sur le sol de Mars
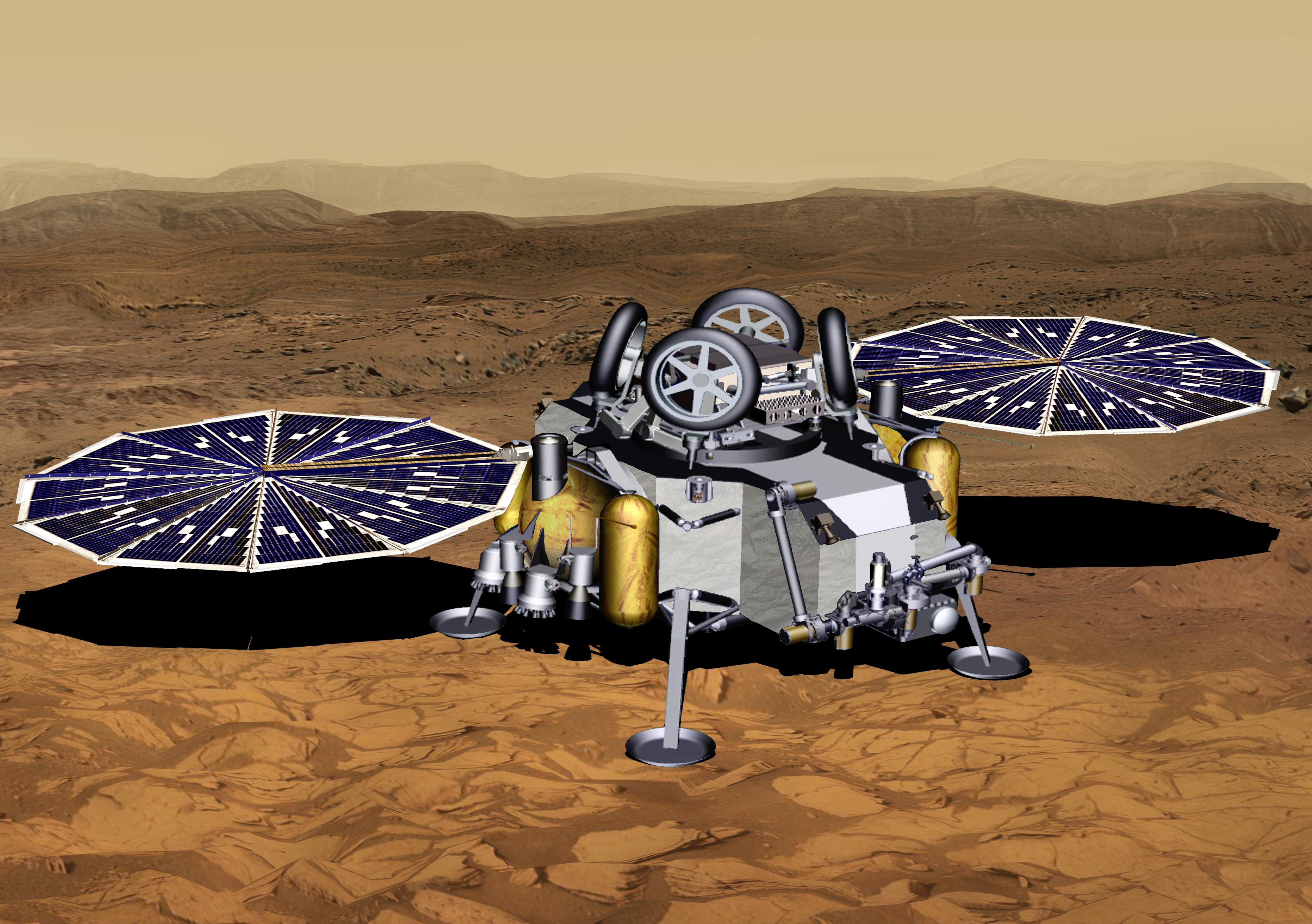
Déploiement
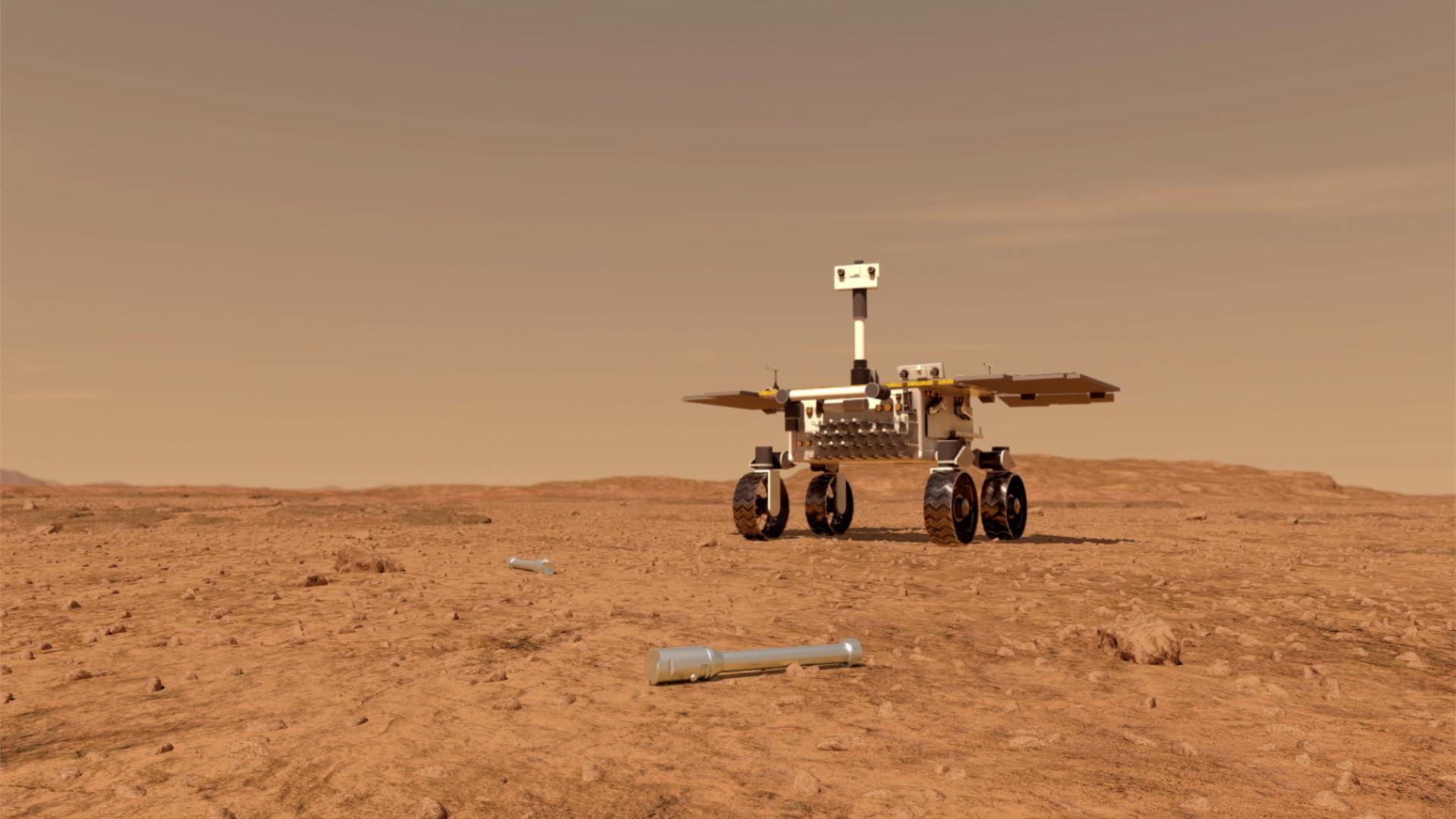
L'astromobile SFR collecte les tubes contenant les échantillons de sol déposés par Mars 2020
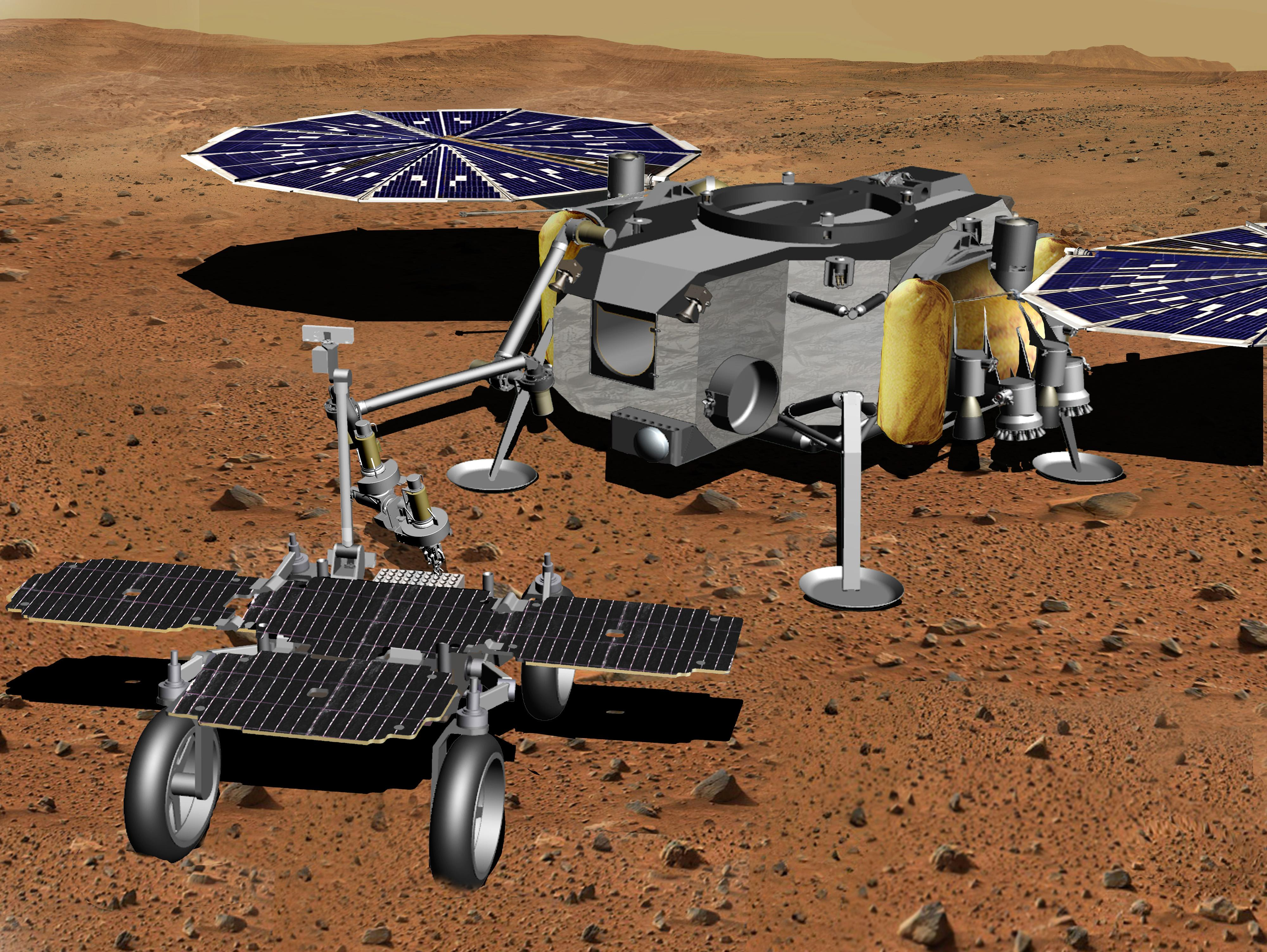
Les tubes sont chargés dans la fusée MAV

Retour des échantillons sur Terre
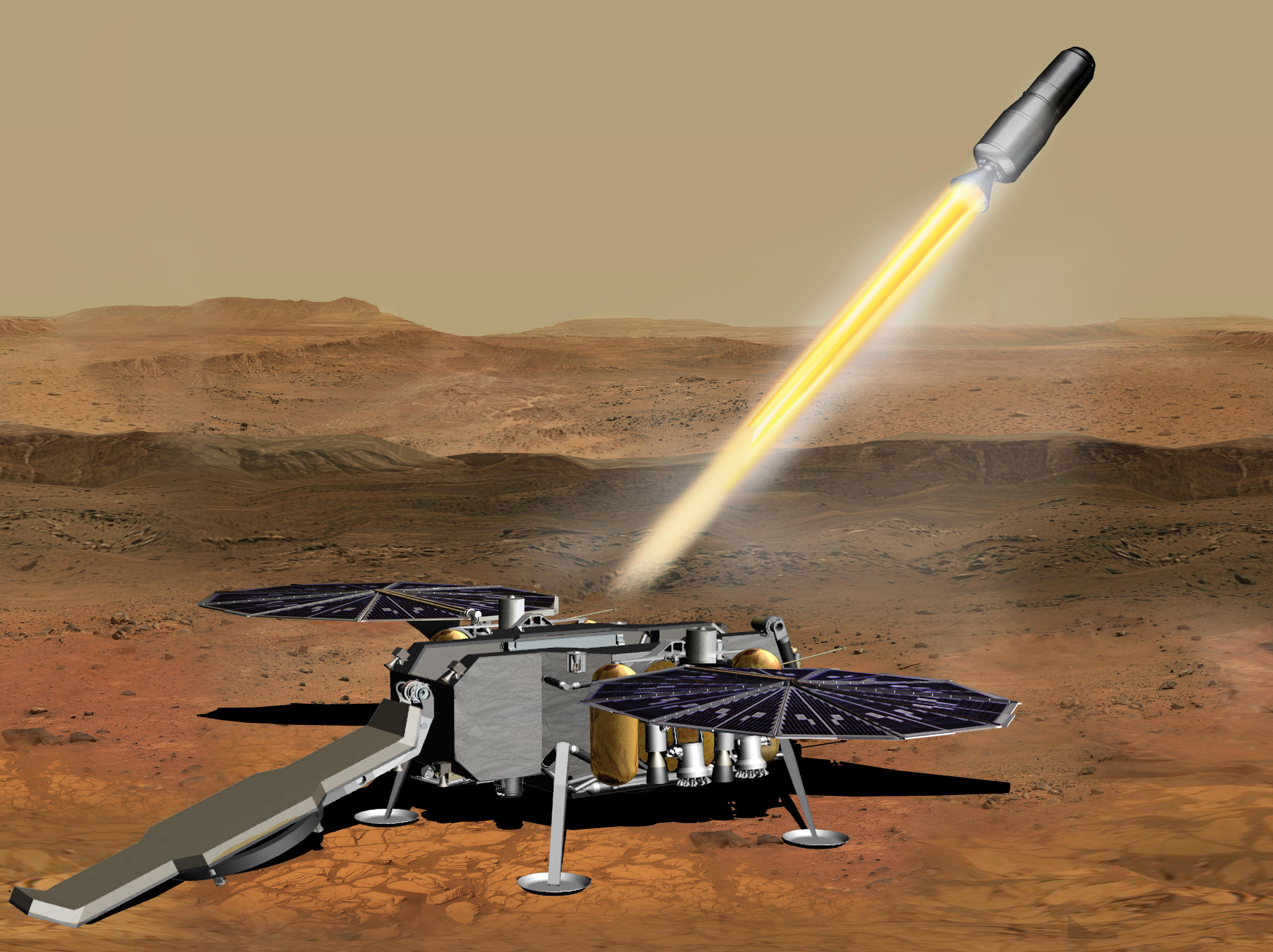
La fusée MAV décolle du sol pour rejoindre l'orbite basse
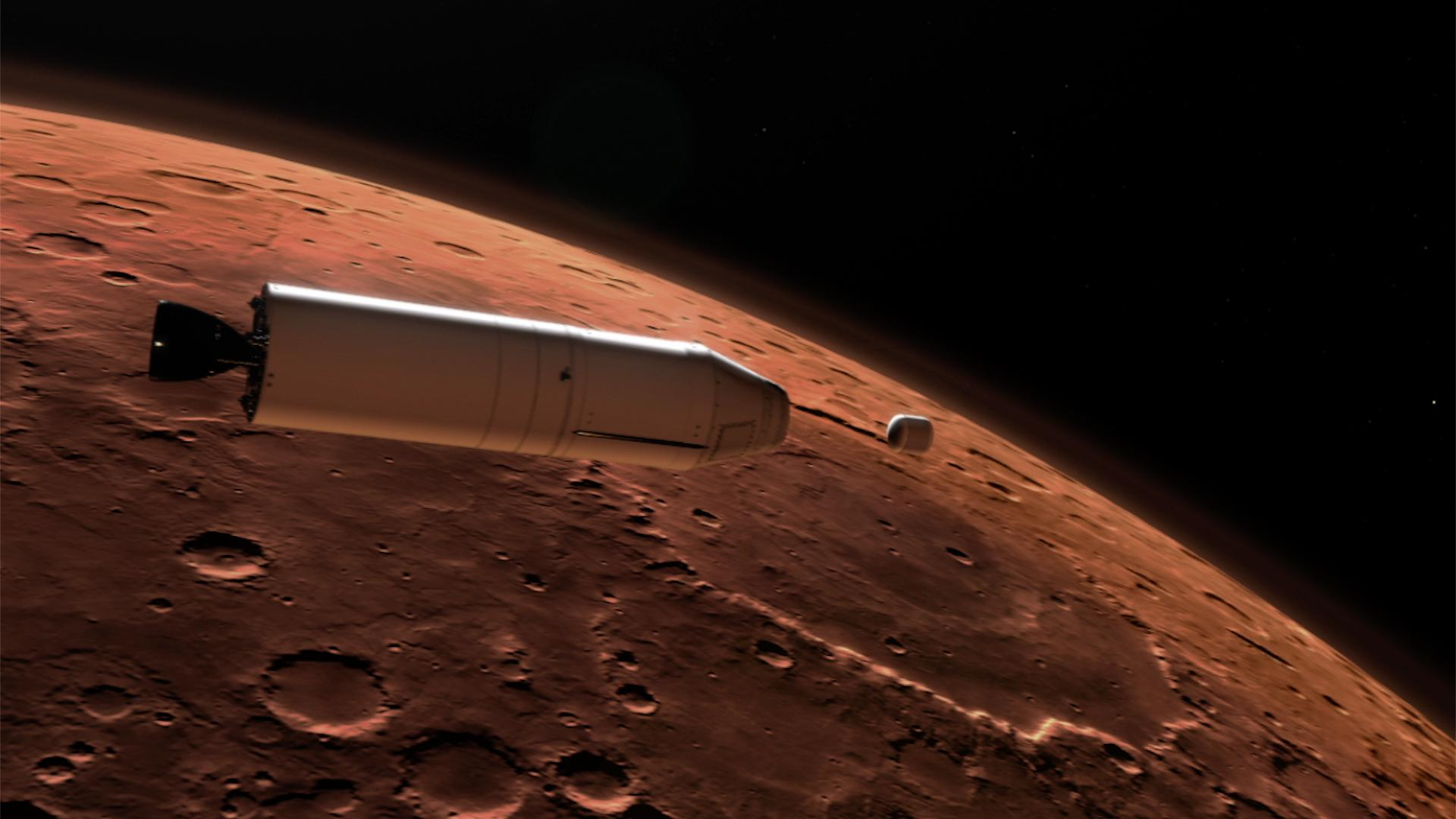
La fusée MAV largue la capsule contenant les échantillons.

#### MissionEarth Return Orbiter(ERO)
La mission Earth Return Orbiter (ERO) repose sur un engin spatial qui doit se placer sur une orbite basse martienne. Il sert de relais de télécommunications durant les opérations au sol de SRL, puis récupère le container amené en orbite par la fusée MAV. Après avoir quitté l'orbite martienne, il regagne la Terre. Le contrat industriel de l'ERO d'un montant de 491 millions d'euros a été officialisé par Airbus DS et l'Agence spatiale européenne lors de la cyber édition du Congrès international d'astronautique de l'IAF le 14 octobre 2020. Arrivé à proximité de celle-ci en 2031, il largue la capsule contenant les échantillons de sol martien qui vient se poser en douceur à la surface de la Terre. Le déroulement détaillé de cette mission est le suivant :
- La sonde spatiale ERO est lancée vers août 2026, peu après la mission SRL.
- Elle s'insère sur une orbite martienne elliptique haute en octobre 2027, puis utilise sa propulsion ionique pour réduire progressivement l'altitude de son apogée. Ce type de propulsion, plus efficace, permet de réduire fortement la masse au lancement de la sonde spatiale et donc son coût, mais les manœuvres durent plusieurs mois, car la poussée de ces moteurs ioniques est très faible. L'insertion sur l'orbite basse visée est effective en juillet 2028.
- De juillet 2028 à août 2029 ERO relaie les communications entre les engins posés sur le sol martien (MAV, SRL, M2020, SFR) et la Terre.
- Courant août, la fusée MAV décolle du sol martien en emportant le container d'échantillons. Un rendez-vous orbital est opéré entre la capsule (OS) contenant le container et l'orbiteur ERO. Les deux engins disposent de quatre mois pour réussir cette opération (d'août à novembre 2029)
- Le container est transféré à bord d'ERO.
- En décembre 2029 ERO s'éloigne progressivement de l'orbite basse de Mars à l'aide de sa propulsion ionique en suivant une trajectoire en spirale.
- En juillet 2030 ERO échappe à l'attraction de Mars et entame son retour vers la Terre.
- En septembre 2031, la sonde spatiale survole la Terre : au passage elle large la capsule (EES) contenant les échantillons qui vient se poser en douceur sur Terre.

## Le projet chinois
Les responsables chinois ont décidé en septembre 2021 de lancer vers 2028 une mission de retour d'échantillons martiens avec un retour des échantillons sur Terre programmé vers 2030. Ce projet dont la complexité a jusqu'à récemment fait reculer la NASA et l'Agence spatiale européenne était déjà évoqué par les responsables chinois en 2017. Le scénario chinois reposerait sur le lancement de deux missions. La première serait chargée de se poser sur le sol martien, de prélever les échantillons de sol et de remonter en orbite, tandis que la deuxième mission serait chargée de récupérer le container d'échantillons en orbite martienne et de le ramener sur Terre. La première mission pourrait être lancée par une fusée Longue Marche 5 tandis que la seconde mission pourrait être prise en charge par une fusée Longue Marche 3B. Un scénario antérieur reposant sur l'utilisation d'une fusée lourde Longue Marche 9 semble donc abandonné,.

## Le retour d'échantillons du sol de Phobos

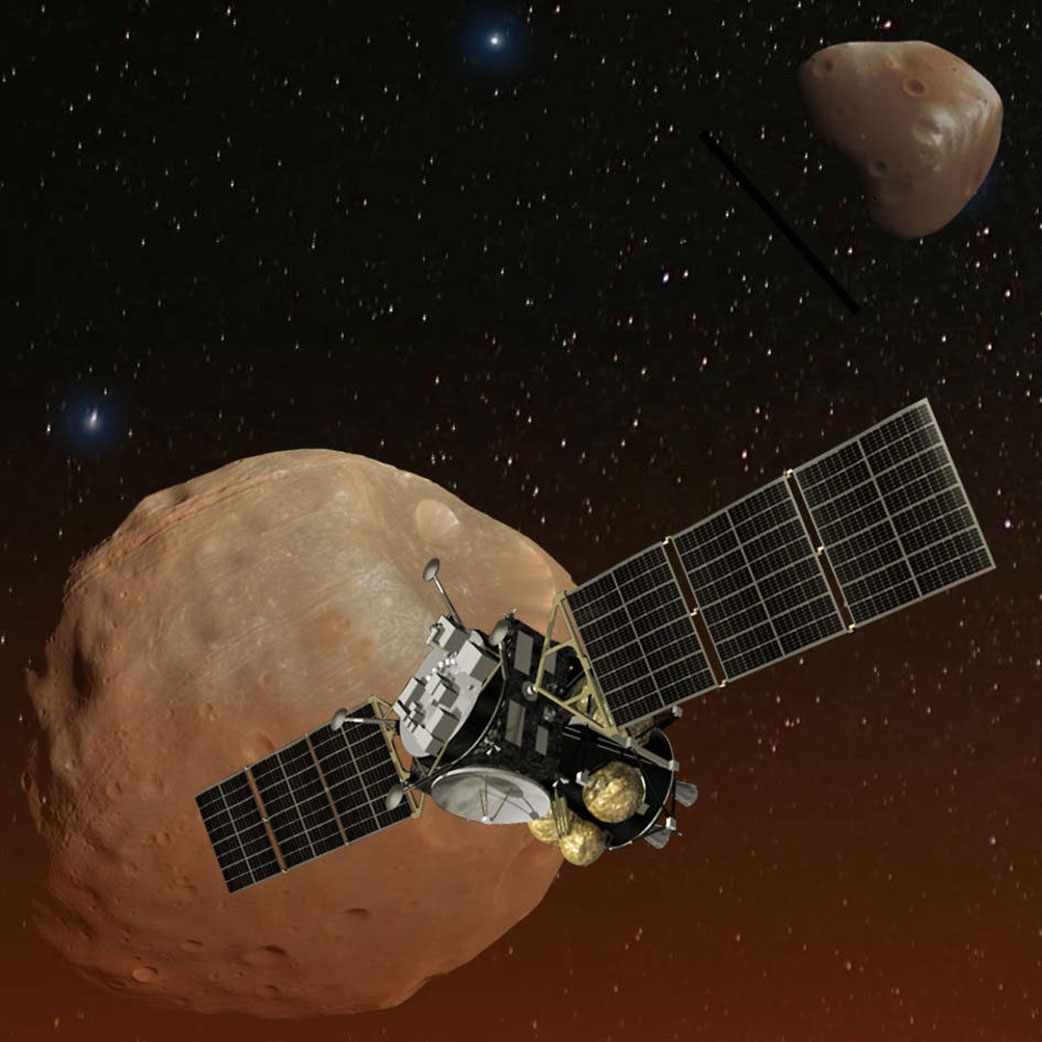
La sonde spatiale MMX en orbite autour de Phobos (vue d'artiste).

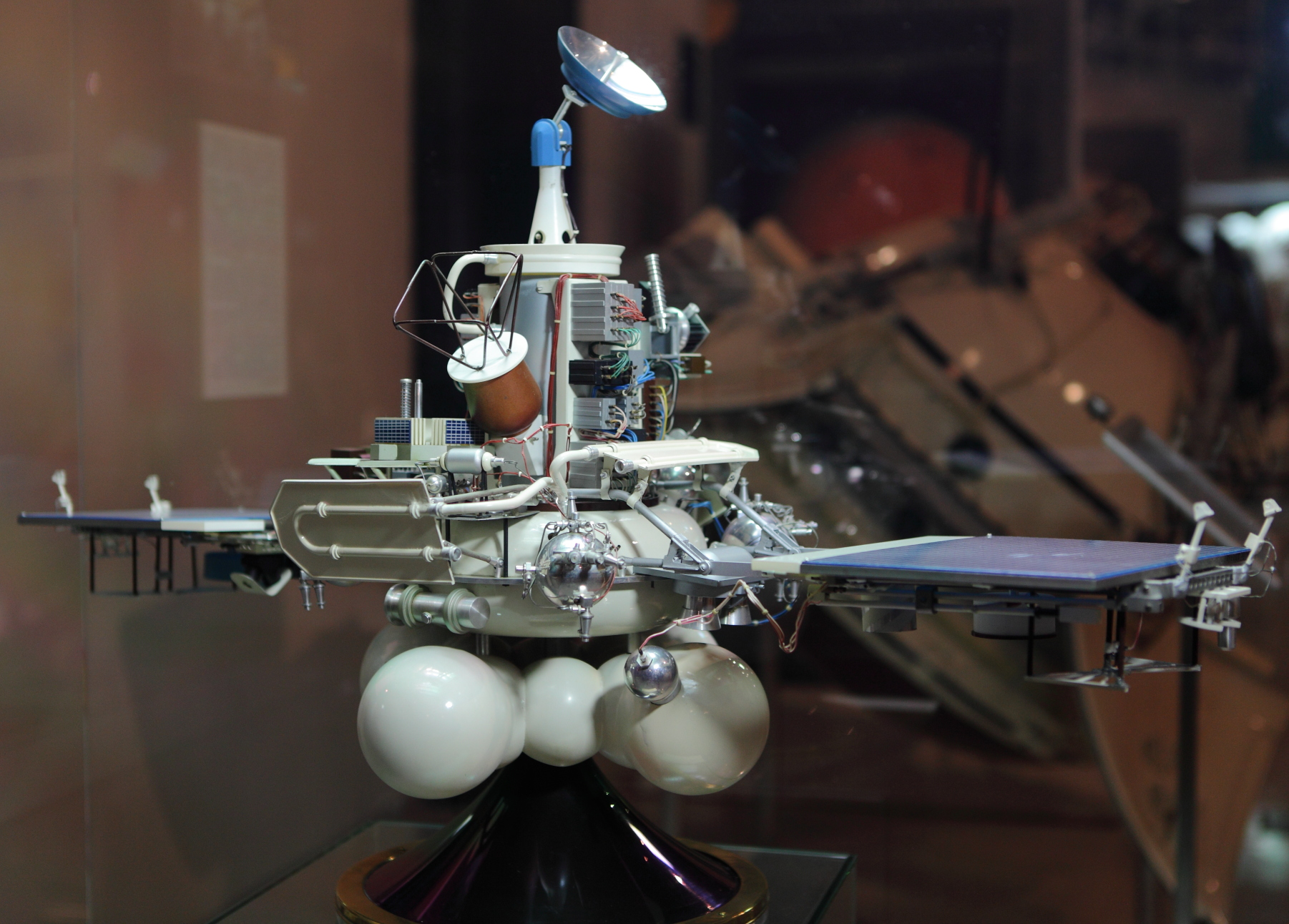
Maquette de la sonde spatiale soviétique Phobos.

L'origine des deux petits satellites naturels de Mars - Phobos et Deimos - est mystérieuse. Deux scénarios coexistent :
- les deux satellites sont des astéroïdes qui ont été capturés par la gravité martienne au début de l'histoire du Système solaire. Le spectre électromagnétique de la surface des satellites (reflétant la composition de celle-ci) proche de celui des astéroïdes de type C et D ainsi que la faible densité de ces deux corps vont dans le sens de cette hypothèse ;
- ces satellites se sont formés sur place à partir des débris créés par l'impact d'un corps de grande taille à la surface de Mars. La très faible inclinaison et excentricité des orbites des deux satellites militent pour cette interprétation.

Chacun de ces scénarios soulève des questions dont les réponses permettraient d'améliorer notre compréhension du mode de distribution et de transport des matériaux aux limites du Système solaire interne ainsi que de la formation des planètes :
- si les satellites sont des astéroïdes capturés, comment les matériaux formant Mars ont-ils été transportés au début de l'histoire du Système solaire ?
- si les satellites se sont formés sur place, quelle est la nature de l'impact géant et quelle influence a eu cet impact sur les débuts de l'évolution de Mars ?
- est-ce que Deimos a les mêmes origines que Phobos ?

Pour répondre à ces questions plusieurs projets ont été élaborés pour ramener des échantillons du sol de Phobos sur Terre : 
- La sonde spatiale russe Phobos-Grunt lancée en 2011, mais qui n'a pas pu quitter l'orbite terrestre à cause d'une panne.
- L'agence spatiale japonaise développe le projet MMX (Martian Moons Exploration) qui doit être lancé en 2024 et ramener un échantillon de sol sur Terre vers 2029. MMX comprend un module d'atterrissage qui comprend un système de prélèvement d'échantillon du sol et embarque un petit astromobile fourni par les agences spatiales  française et allemande. La sonde spatiale, dont la masse au lancement approche les quatre tonnes, doit disposer d'une dizaine d'instruments dont plusieurs caméras, un lidar, un spectromètre gamma et un imageur hyperspectral fonctionnant en proche infrarouge[15].